# Амангельды (городская администрация Атырау)
Амангельды (каз. Амангелді) — село в Атырауской области Казахстана. Находится в подчинении городской администрации Атырау. Входит в состав Дамбинского сельского округа. Код КАТО — 231043300.

## История
Согласно архивным данным, первая организация и расцвет колхоза имени Амангельды произошла на территории нынешнего Курмангазинского района Атырауской области. Поскольку основным хозяйством в этом регионе было рыболовство, то изначально было создано товарищество «Рыболовецкое кредитное товарищество»,
которое объединило жителей села. Колхоз переехал в населенный пункт Дамба в 1956 году.

## Население
В 1999 году население села составляло 478 человек (242 мужчины и 236 женщин). По данным переписи 2009 года, в селе проживало 1814 человек (863 мужчины и 951 женщина).

## Галерея

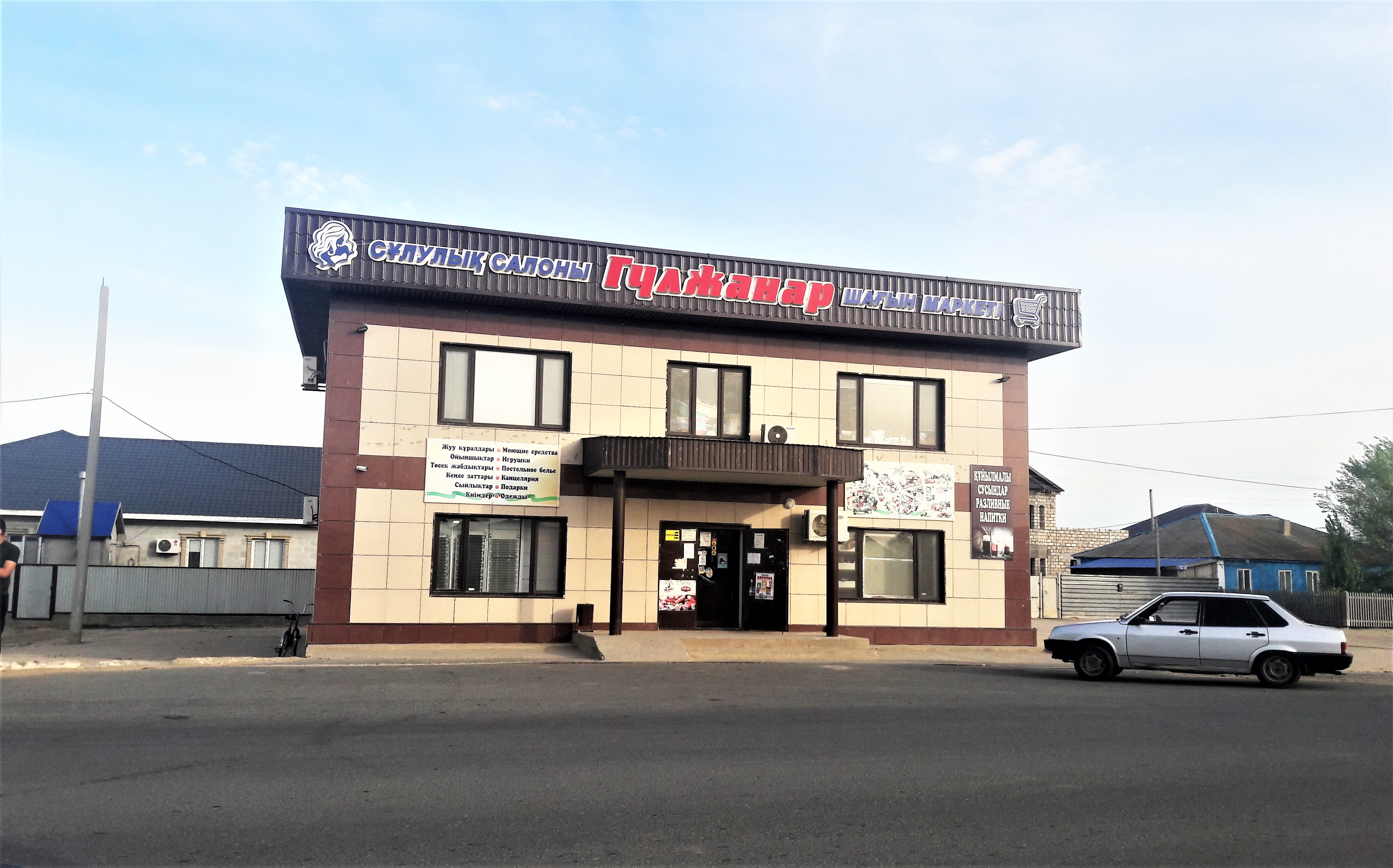
с.Амангельды. Салон красоты
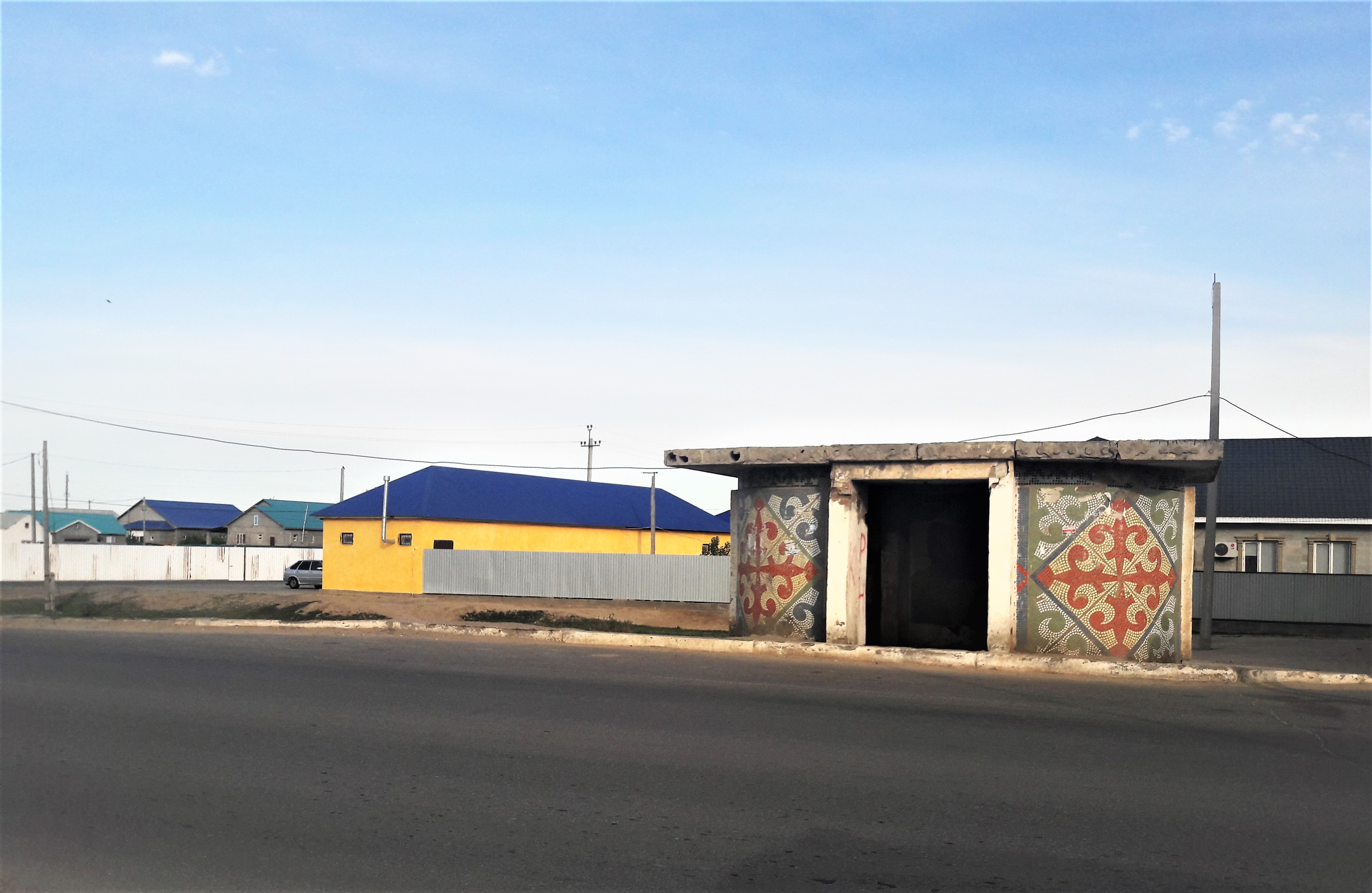
с.Амангельды. Остановка, построенная в начале 1970-х г.
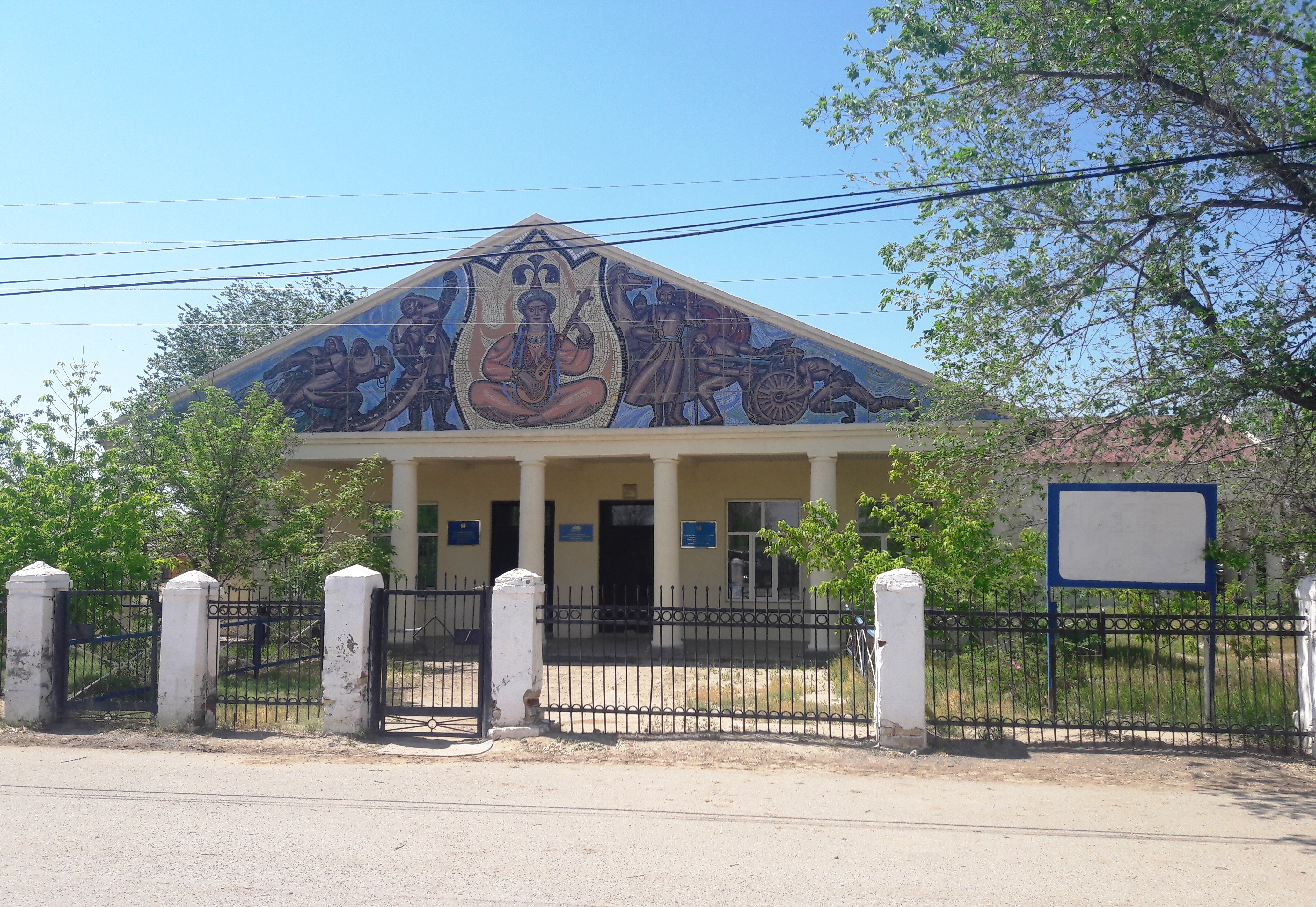
с.Амангельды. сельский ДК
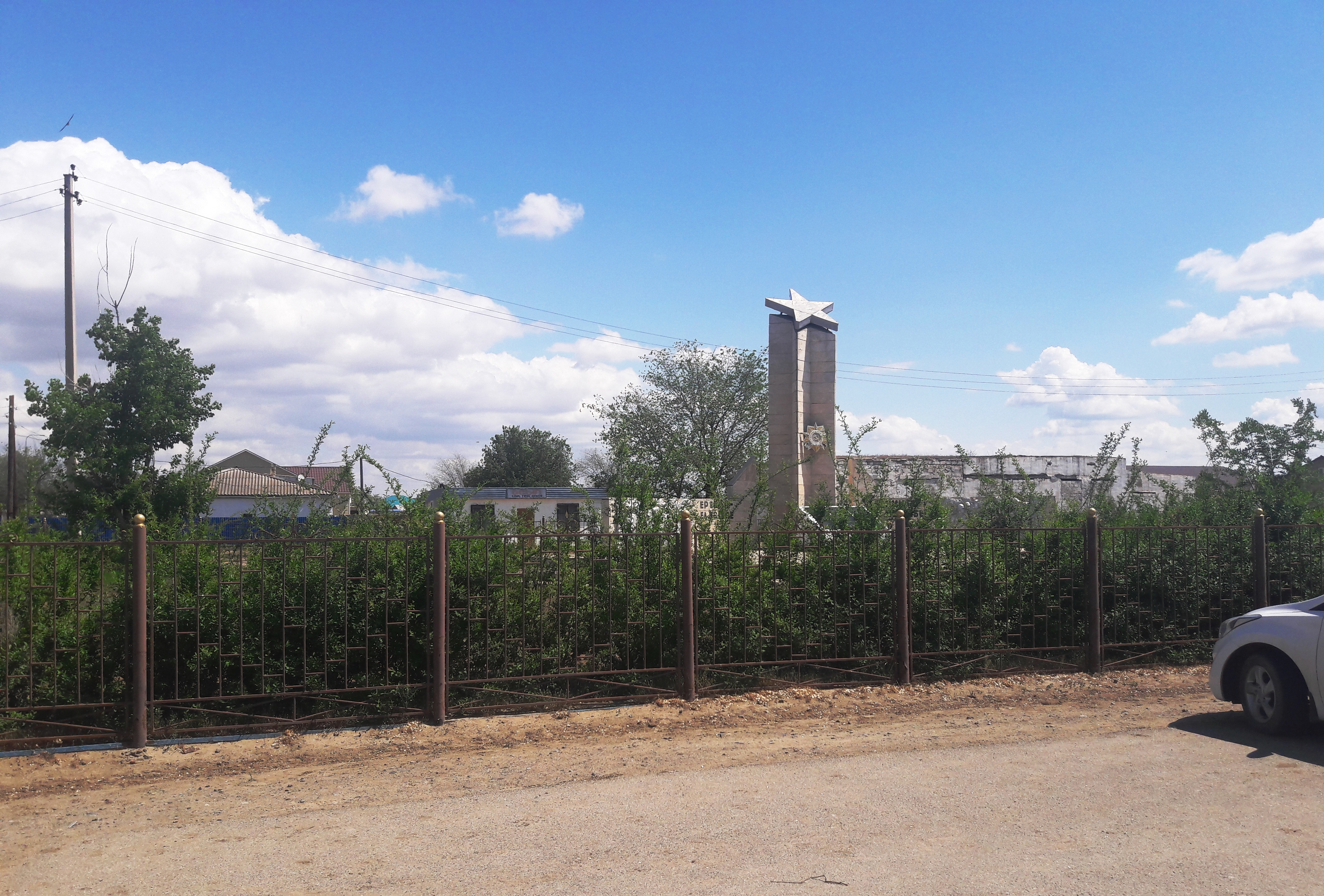
Памятник воинов ВОВ